# هیو هر
هیو هر (انگلیسی: Hugh Herr)یک فیزیکدان آمریکایی است. او مدیر تحقیقات دانشگاه ام آی تی (مؤسسه فناوری ماساچوست) است که در سال ۲۰۱۶ میلادی برنده جایزه پرنسس آستوریاس اسپانیا در بخش پژوهشهای علمی و فنی شد.